# الكسندر ازي
الكسندر (أليكس) آزي (ولد في 25 سبتمبر 2003 في هاي ويكومب، باكينجهامشير، إنجلترا) هو ممثل بريطاني اشتهر بتصويره للوك في دراما آي تي في لايت فيلدز، حيث وصفته صحيفة الديلي تلغراف بأنه «موهبة شابة واعدة».